# إنسان تافوغالت

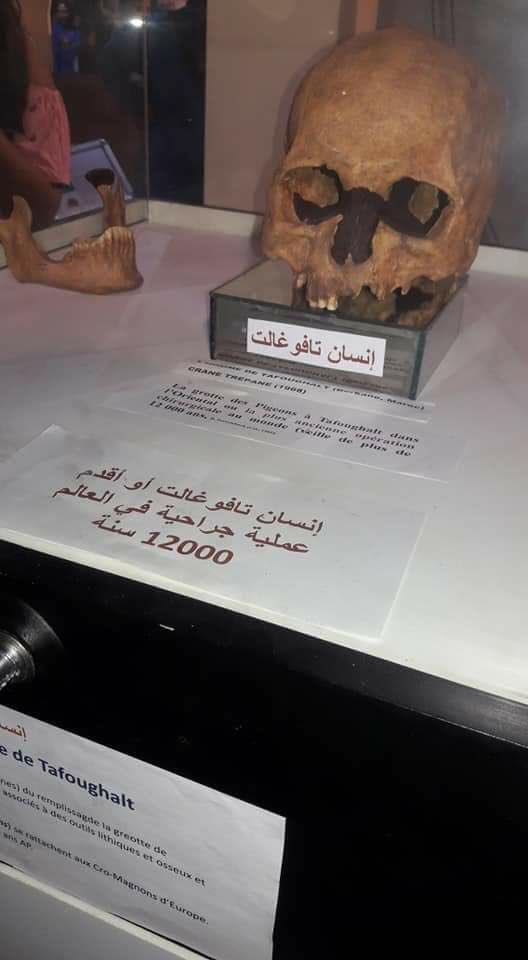
جمجمة إنسان تافوغالت

إنسان تافوغالت هو الإنسان العاقل الذي استوطن مغارة تافوغالت والمعروفة أيضًا بكهف الحمام، باقليم بركان شرق المغرب. يعود تاريخهم إلى العصر الحجري القديم العلوي، وبالضبط منذ حوالي 15.000 سنة. ترتبط البقايا الأثرية الموجودة في الكهف بالثقافة الأيبيروموروسية.

## القبور الجنائزية
تم استخدام كهف تافوغالت كمقبرة في العصر الحجري القديم العلوي، ويعد هذا الموقع من بين أقدم المواقع التي تم استخدامها كمقابر في شمال أفريقيا. فقد أظهرت التنقيبات التي أجراها عالم الآثار الفرنسي جان روش ابتداءً من عام 1950م في مغارة الحمام في تافوغالت، قرب مدينة بركان في شمال شرق المغرب، اكتشاف أكثر من 180 هيكلًا عظميًا للإنسان الحديث. وهذه الهياكل تمثل بقايا لشعوب تنتمي إلى الثقافة الإيبيروموروسية التي سكنت المنطقة منذ حوالي 15,000 عام. تمت دراسة هذه الهياكل بعناية فائقة على يد دينيس فيريمباخ وفريقها الذي كشف عن تفاصيل مثيرة حول ممارسات دفن هؤلاء الأفراد.
واحدة من أبرز الاكتشافات كانت جمجمة لأحد الأفراد التي أظهرت آثار ثقب جراحي قديم، والذي يعتبر الأقدم في العالم. تشير الأشعة السينية إلى أن هذه العملية كانت قد أجريت بنجاح، مما يشير إلى أن الفرد قد نجا من هذه الجراحة. هذا الاكتشاف يعد من بين أولى الأدلة على القدرة الجراحية المتقدمة لدى هذه المجتمعات القديمة في شمال أفريقيا.
أما بخصوص طريقة دفن البالغين، فقد تم تفسير وضعية دفنهم على أنها تمهيد لعودتهم إلى الحياة؛ حيث كان يعتقد أن الأحياء سيقودونهم إلى المخرج بمجرد عودة الحياة إليهم. وهذا يوضح أن هذه المجتمعات كانت قد طورت مفاهيم دينية ورمزية حول الحياة والموت. في المقابل، أظهرت الدراسات أن الأطفال دفنوا على جانبهم، ربما بسبب الحاجة إلى الكبار لمساعدتهم على الخروج من الكهف بمجرد أن تعود الحياة للأموات. دفن طفلين شقيقين تحت أحجار طحن ملونة بالأوكر، مما قد يكون علامة على قبورهم. هذه المعاملة الجنائزية الفريدة التي تماثل معاملة البالغين تشير إلى أن القرابة كانت عاملاً مؤثرًا في تنظيم الطقوس الجنائزية في تلك الفترة. مما يبين أن الروابط العائلية ساهمت في تشكيل سلوكيات دفن الموتى في هذه الفترة من العصر الحجري القديم العلوي في شمال أفريقيا.

## الدراسات الجينية
أعلن رسميا في دراسة علمية نشرت سنة 2018 حملت عنوان "تربط جينومات شمال أفريقيا في العصر البلستوسيني بين سكان الشرق الأدنى وسكان أفريقيا جنوب الصحراء الكبرى" عن نتائج الحمض النووي لسبعة أشخاص عاشوا قبل 15 ألف سنة في شمال افريقيا تنتمي إلى الثقافة الإيبيروموروسية، بكهف تافوغالت، قرب مدينة بركان في شمال شرق المغرب.
أسفرت النتائج عن وجود صلة جينية عالية بين أفراد تافوغالت بشكل عام. بحيث يشكلون مجموعة متميزة في موقع وسيط بين سكان شمال إفريقيا المعاصرين مثل المزابيين والصحراويين والأفارقة الشرقيين مثل العفر والصوماليين. ونجد أن جميع الذكور الذين لديهم حمض نووي محفوظ بما فيه الكفاية يحملون سلالة الأبوية E-M78، والتي تنتشر بشكل واسع لدى سكان شمال وشرق إفريقيا المعاصرين. 
أجريت مقارنة جينية بين هذه العينات مع جينات 72 مجتمع عالمي من مجتمعات قديمة ومعاصرة. أسفرت النتائج على أن المجموعات البشرية في الشام بالعصر الهولوسيني، والتي تلي فترة وجود أفراد تافوغالت بما يصل إلى 6000 سنة، هي الأقرب جينيًا بين السكان في الشرق الأدنى. أبرزت التحليلات إلى أن تافوغالت يحمل أصول مشتركة مع النطوفيين من الشرق الأوسط وأفريقيا جنوب الصحراء، وخاصة من غرب إفريقيا مثل اليوروبا والميندي. في حين تم استبعاد وجود تدفق جيني من الأوروبيين في العصر الحجري القديم العلوي إلى تافوغالت.